# Jacopo Torni
Jacopo Torni, també conegut com a Jacobo Fiorentin, L'Indaco, i Jacopo dell'Indaco (1476 – Villena, 1526)), fou un pintor italià de Florència. Va ser deixeble de Domenico Ghirlandaio (1449-1494) i germà del pintor Francesco Torni (1492-1560). Jacopo va ajudar Miquel Àngel a pintar el sostre de la Capella Sixtina a Roma, i segons diu Giorgio Vasari a les seues Vides dels més excel·lents pintors, escultors i arquitectes..., «vivia en una grandíssima intimitat amb Miquel Àngel». Jacopo és conegut també per haver col·laborat amb el pintor Bernardino Pinturicchio (ca. 1452-1513).

## Obres destacades
- Sant Crist de Sant Agustí.